# مهندسی هیدرولیک

سد شهید رجایی

مهندسی هیدرولیک (به انگلیسی: Hydraulic engineering) یکی از زیرشاخه‌های مهندسی عمران است که به طراحی، نصب و ساخت تأسیساتی مانند منبع آب، نیروگاه برق‌آبی، سد و تصفیه‌خانه می‌پردازد. در این رشته کاربردی، مهم‌ترین مسئله چگونگی کنترل و استفاده بهینه از آب است.
مهندسی هیدرولیک در واقع کاربرد اصول مکانیک سیالات در مشکلات مربوط به جمع‌آوری، ذخیره‌سازی، کنترل، حمل و نقل، تنظیم، اندازه‌گیری و استفاده از آب است. قبل از شروع یک پروژه مهندسی هیدرولیک، باید فهمید که با چه مقدار آب در آن سروکار داریم. کار مهندس هیدرولیک در رابطه با انتقال رسوبات توسط رودخانه، فعل و انفعال آب با مرز آبرفتی آن و بروز آبشستگی و رسوب نیز هست. «مهندس هیدرولیک در واقع طرح‌های مفهومی مختلفی را طراحی می‌کند که با آب سروکار دارند از جمله آن‌ها می‌توان به سرریزها و خروحی سدها، آبریزهای بزرگراه‌ها، کانال‌ها و سازه‌های مربوطه برای پروژه‌های آبیاری و تأسیسات آب خنک کننده برای نیروگاه‌های حرارتی نام برد.»

## اصول بنیادی
به عنوان چند نمونه از اصول اساسی مهندسی هیدرولیک می‌توان به مکانیک سیالات، جریان سیال، رفتار مایعات حقیقی، هیدرولوژی، خطوط لوله، هیدرولیک کانال‌های باز، مکانیک انتقال رسوب، مدل‌سازی فیزیکی، ماشین‌های هیدرولیکی و هیدرولیک زهکشی اشاره کرد.